# مسجد جامع نراق
مسجد جامع نراق مربوط به دوره قاجار است و در نراق، خیابان فاضل شمالی واقع شده و این اثر در تاریخ ۲۵ اسفند ۱۳۷۹ با شمارهٔ ثبت ۳۵۳۵ به‌عنوان یکی از آثار ملی ایران به ثبت رسیده است.